# 만남 (1988년 드라마)
만남은 문화방송 특집드라마이다.

## 제작진
- 극본 : 김순지
- 연출 : 박철수

## 출연진
- 김명희
- 박희호
- 신충식
- 이묵원
- 전미선
- 조형기
- 천호진
- 최병학